# Festival du film de Milwaukee
Le festival du film de Milwaukee (Milwaukee Film Festival) est un festival de cinéma annuel tenu en septembre et octobre à Milwaukee, dans le Wisconsin, aux États-Unis.
Le festival, fondé en 2009, commence le quatrième jeudi de septembre et dure quinze jours.